# Raymond Hill
Raymond Hill (Clarksdale (Mississippi), 24 april 1933 - aldaar, 16 april 1996) was een Amerikaanse bluesmuzikant (zang, saxofoon).

## Biografie
De blueszanger en saxofonist Raymond Hill groeide op in Clarksdale en kwam door de connecties van zijn vader Henry al vroeg in aanraking met de muziek. Deze leidde een danslokaal en moedigde zijn zoon aan om zich bezig te houden met de ontwikkelingen van de clubacts. Tot deze acts behoorden bluesmuzikanten als Sonny Boy Williamson II en Robert Nighthawk. De saxofonist van de huisband Winchester Davis zette hem aan tot het leren van het instrument en Hill haalde zijn ouders over om hem een saxofoon te kopen.
Samen met zijn vriend, de drummer Billy Gayles, begon Hill eind jaren 1940 bij zijn klasgenoot Ike Turner in diens bands te spelen, zowel in de grote bigband Tophatters als ook in de kleinere Kings of Rhythm. In maart 1951 werden Turner en de Kings of Rhythm uitgenodigd voor een opnamesessie naar Memphis in de studio's van de Memphis Recording Service, een in 1950 opgerichte voorloper van de Sun Studio's. Een voorwaarde daarvoor was, dat de band een eigen nummer opnam. Hill speelde een solo na Jackie Brenstons invitatie. Daarbij bereikte het saxofoonspel van de toentertijd 17-jarige een tot dusver onbekende graad aan ritmiek op Rocket 88. Lonesome Baby uit dezelfde sessie werd voor de toenmalige tijd ook ruw gespeeld. Rocket 88 plaatste zich eind april in de r&b-hitlijst en bereikte in juni de nummer 1-positie.
In 1952 verliet Hill Ike Turners band naar aanleiding van een ruzie over achterstallige gages. Vervolgens werkte hij als sessiemuzikant voor Sun Records en andere plaatselijke labels, o.a. samen met Howlin' Wolf, Jessie Hill en Little Junior Parker. Zo speelde hij de tenorsaxofoon op Parkers Mystery Train. In oktober 1952 had hij zijn eerste eigen opname. Samen met de gitaristen Willie Kizard en Houston Stokes (drums) werden zeven nummers opgenomen, die echter lang niet werden uitgebracht. Pas tijdens de jaren 1970 werden deze opnamen uitgebracht door Charly Records.
In 1954 bracht Hill zijn eerste single The Snuggle / Bourbon Street Jump uit onder zijn eigen naam bij Sun Records. Beiden zijn instrumentals. Pianist was Billy Emerson en de gitaar werd gespeeld door Ike Turner. Tijdens deze periode begeleidde hij ook Billy Emerson, Jesse Knight, Clayton Love en Little Junior Parker. In 1955 werd Hill weer bandlid bij Ike Turner en verkaste hij met hem naar St. Louis. Toen Turner verhuisde naar Californië, bleef Hill in St. Louis en voegde hij zich bij de band van Albert King. Tot deze tijd begeleidde hij ook Billy Gayles.
In augustus 1958 baarde Tina Turner de gezamenlijke zoon Raymond Craig. Na de samenwerking met King keerde hij terug naar Clarksdale. Tijdens de jaren 1970 nam hij met zijn toenmalige echtgenote Lillie een ep op voor de nieuw opgerichte High Water Recording Company van David Evans. Daarna nam hij afscheid van de muziekbusiness.

## Overlijden
Raymond Hill overleed in april 1996 op bijna 63-jarige leeftijd.
- Biblioteca Nacional de España: XX1547232
- International Standard Name Identifier: 0000 0000 5933 767X
- Library of Congress Control Number: no00036301
- MusicBrainz: f4a1d6bb-78d8-4769-b7cd-e8d5e3efbce4
- Virtual International Authority File: 4473580
- WorldCat: E39PBJg8Drx7PdVhwXThgkFxjC